# Astyanax serratus
Astyanax serratus är en fiskart som beskrevs av Julio C. Garavello och Sampaio 2010. Astyanax serratus ingår i släktet Astyanax och familjen Characidae. Inga underarter finns listade.